# Савиџ (Минесота)
Савиџ (енгл. Savage) град је у америчкој савезној држави Минесота.

## Демографија
По попису из 2010. године број становника је 26.911, што је 5.796 (27,4%) становника више него 2000. године.
| Група             | 2000.          | 2010.          |
| Белци             | 18.978 (89,9%) | 21.790 (81,0%) |
| Афроамериканци    | 335 (1,6%)     | 1.161 (4,3%)   |
| Азијати           | 1.138 (5,4%)   | 2.269 (8,4%)   |
| Хиспаноамериканци | 345 (1,6%)     | 918 (3,4%)     |
| Укупно            | 21.115         | 26.911         |